# Sylviorthorhynchus desmurii
Sylviorthorhynchus desmurii е вид птица от семейство Furnariidae, единствен представител на род Sylviorthorhynchus.

## Разпространение
Видът е разпространен в Аржентина и Чили.